# رود سوره
 رود سوره رودی است به Cheboksary Reservoir می‌ریزد. این رود از کشور روسیه می‌گذرد.